# بریگیته هیورت سورنسن
بریگیته هیورت سورنسن (انگلیسی: Birgitte Hjort Sørensen؛ زادهٔ ۱۶ ژانویهٔ ۱۹۸۲) هنرپیشه اهل دانمارک است.
از فیلم‌ها یا برنامه‌های تلویزیونی که وی در آن نقش داشته‌است می‌توان به نامزد، به ترتیب خروج از صحنه، آوازخوان حرفه‌ای ۲، هاردهوم و واینل اشاره کرد.